# Appenzeller (queijo)
O Appenzeller é um queijo duro, originário da região de Appenzell, na Suíça. Produzido a partir de leite de vaca, tem uma consistência rija e um sabor médio a forte, semelhante ao queijo da ilha de português.